# Rancho Santa Fe (Kalifornija)
Rancho Santa Fe je naseljeno područje za statističke svrhe u američkoj saveznoj državi Kalifornija. Prema popisu stanovništva iz 2010. u njemu je živjelo 3.117 stanovnika.